# Presidio Ospedaliero Giovanni XXIII di Gioia Tauro
il Presidio Ospedaliero Giovanni XXIII di Gioia Tauro (comunemente Ospedale Civile Giovanni XXIII) è il nosocomio di Gioia Tauro, ubicato in via Madame Curie. 
L'ospedale è a gestione diretta dell'Azienda sanitaria provinciale di Reggio Calabria

## Storia
I lavori di completamento dell'Ospedale Civile Giovanni XXIII terminarono nel 1971, preparando il terreno per l'avvio delle attività di ricovero il 16 luglio 1973. Questa struttura, designata come ospedale generale di zona, occupa complessivamente 15.345 metri quadrati di terreno. All'interno di questo spazio, 2.000 metri quadrati sono destinati all'edificio ospedaliero, mentre 7.730 metri quadrati sono adibiti a strade e piazzali. I restanti 5.165 metri quadrati sono riservati a colture erbacee con piante ornamentali, circondate da maestosi oliveti secolari.

## Reparti di degenza e servizi sanitari
La struttura ospedaliera in questione dispone di una serie di reparti di degenza e servizi sanitari attualmente operativi:
- Punto di Primo Intervento;
- Radiologia;
- Medicina preventiva
- Diagnosi
- Riabilitazione
- Citodiagnostica;
- Laboratorio Citologico
- Centro Trasfusionale;
- SAR Terapia iperbarica;
- Dialisi;
- Ambulatorio di Cardiologia;
- Ambulatorio di Ginecologia.
- Ambulatorio di Urologia
- Ambulatorio di Oncologia

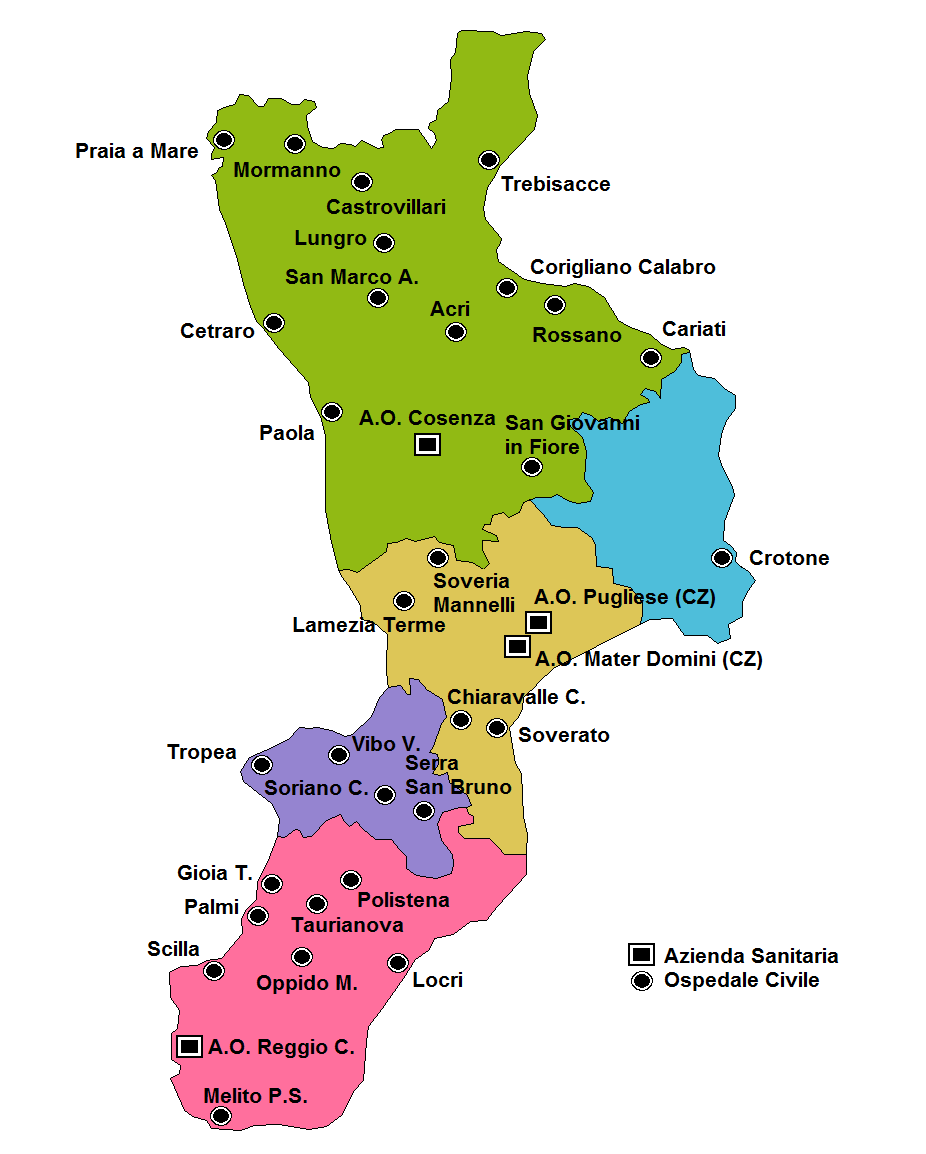

La struttura in questione, agendo quale poliambulatorio, offre i seguenti di servizi sanitari: cardiologia, angiologia, otorinolaringoiatria, allergologia, ortopedia, diabetologia, oculistica, dermatologia, psichiatria, medicina dello sport, endocrinologia, odontoiatria, geriatria e  infine eumatologia.